# Samsung Wave II S8530
Das Samsung Wave II S8530 ist das Nachfolgemodell des Samsung Wave S8500, des ersten Handys mit dem Samsung-eigenen Betriebssystem Bada.

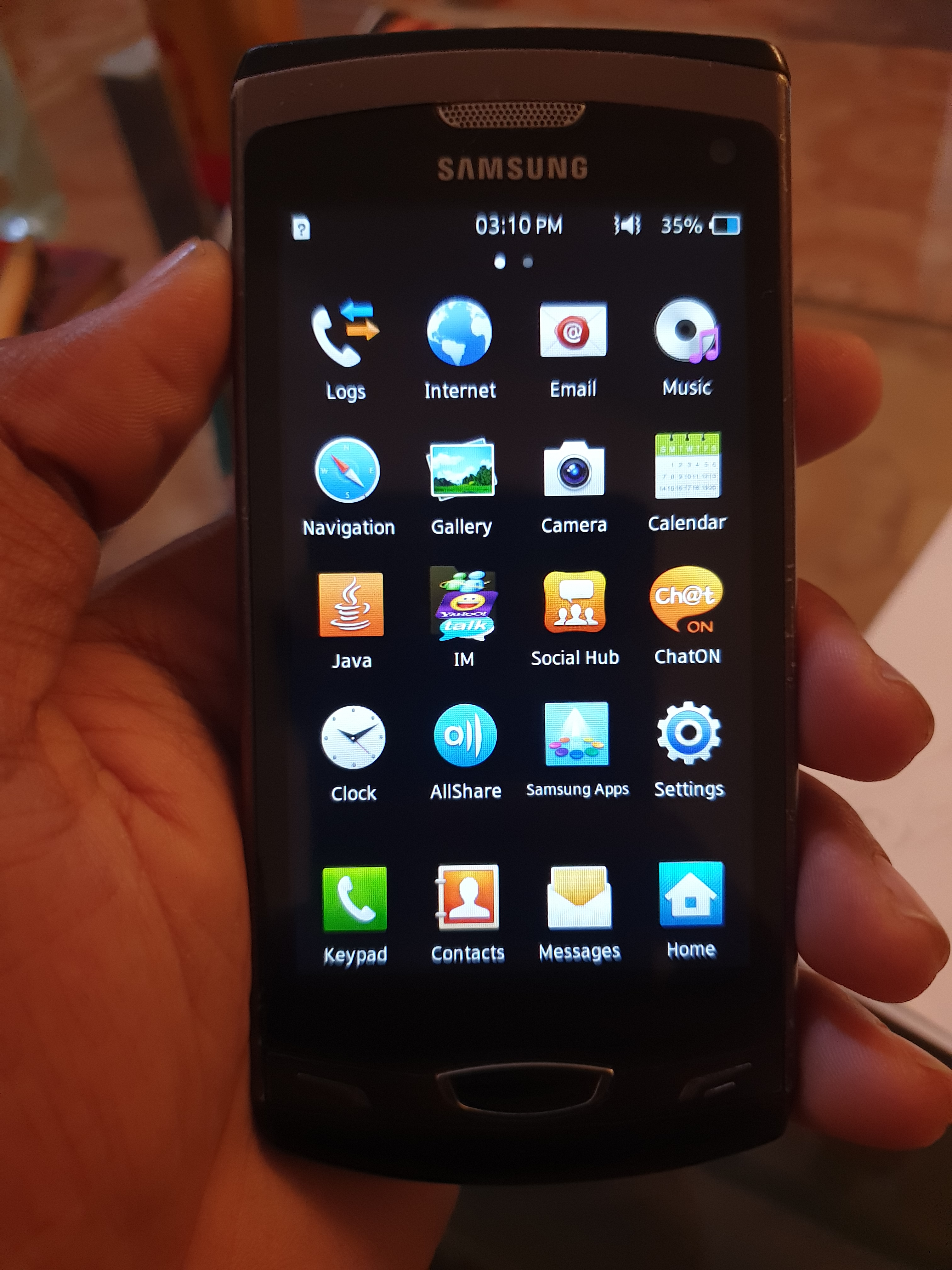
Samsung Wave II S8530

Es kam im Oktober 2010 zunächst mit der Betriebssystem-Version Bada 1.2 auf den Markt, seit März 2012 ist ein Update auf Bada 2.0 verfügbar. Das Gerät hat etwas größere Maße als sein Vorgänger: Das Display ist 3,7 Zoll statt vorher 3,3 Zoll, wobei jedoch nicht länger die „Super-AMOLED“-Technik, sondern ein „SuperClear“-LCD mit Gorilla Glass zur Verwendung kommt. Die geringe Verfügbarkeit an Super-AMOLED-Displays gilt als einer der entscheidenden Gründe für die Veröffentlichung dieses Modells.     
Ansonsten wurde nur die Form der Menütaste geändert. Die übrige Hardware ist im Wesentlichen mit dem Vorgänger identisch. 
Nachfolgemodell ist das Samsung Wave III S8600.